# Walkenbrückentor

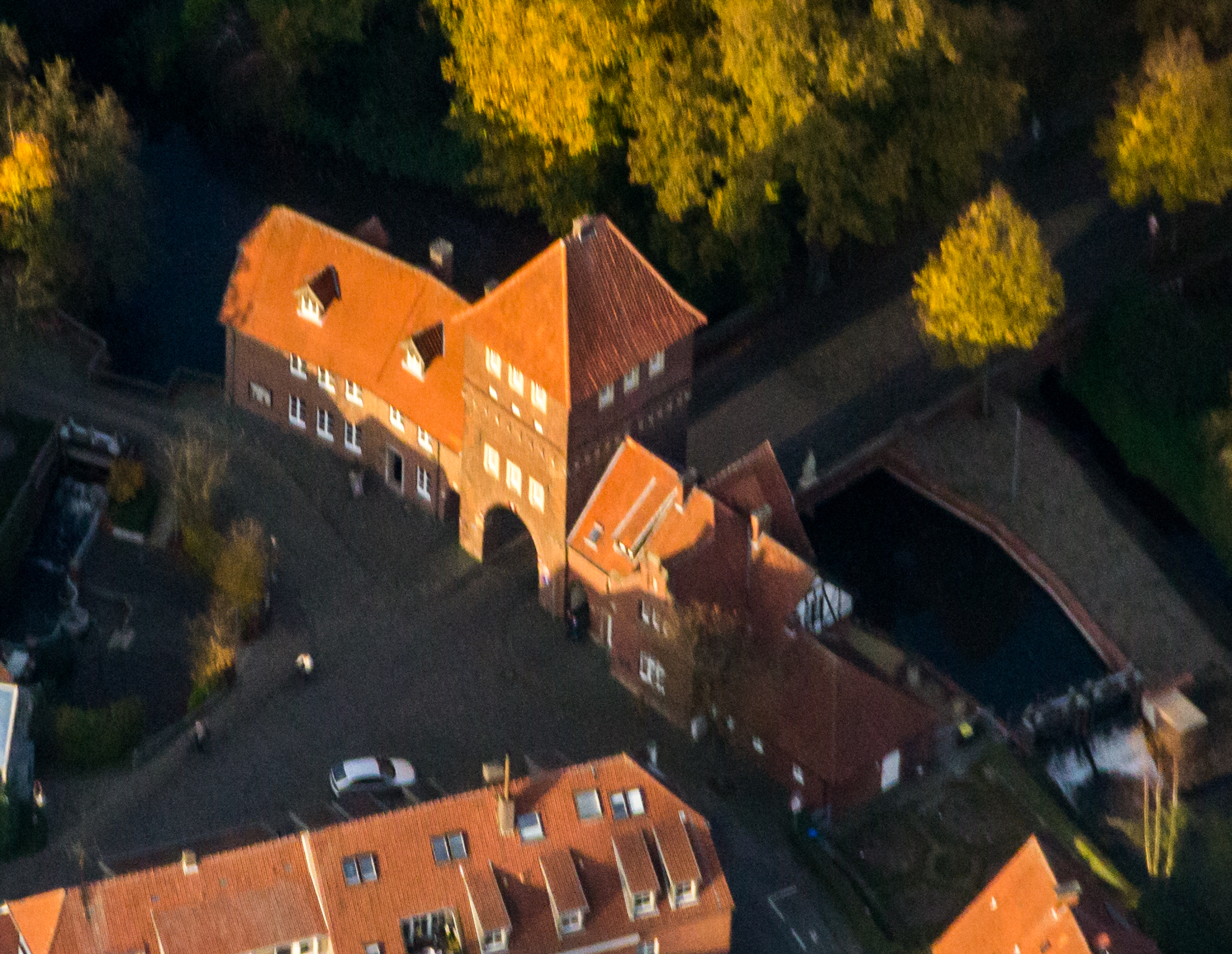
Coesfelder Walkenbrückentor (Luftbild, 2014)

Das Walkenbrückentor ist das letzte erhaltene von ehemals sechs Stadttoren der früheren Coesfelder Stadtmauer. Es befindet sich am Mühlenplatz unmittelbar am Eintritt der Berkel in die Stadt, wo an einer Staustufe die Umflut in den Stadtgraben an der Promenade abgeleitet wird.

## Geschichte
Das Tor stammt vermutlich aus der ersten Hälfte des 14. Jahrhunderts. Der älteste derzeit bekannte Hinweis auf das Gebäude stammt aus einer Urkunde von 13. September 1339 („portam dictam Valkenbrüggenporte“). Bei dem bereits 1258 erwähnten Osttor („Portam opidi orientalem Cosveld“) ist unklar, ob es sich um das Walkenbrücken- oder das Münstertor handelt. In seiner wechselvollen Geschichte wurde das Tor als Gefängnis, Folterkammer, Zollgebäude, Lagerraum und zu Wohnzwecken genutzt. 1945 wurde es durch einen Bombentreffer stark beschädigt, nach dem Zweiten Weltkrieg der äußeren Erscheinung nach aber wieder aufgebaut.
Neben dem Walkenbrückentor existiert in Coesfeld nur noch der Pulverturm als Überbleibsel der ehemaligen Stadtbefestigung. Süringtor (Ersterwähnung 1303), Viehtor (1342) sowie Letter- und Münstertor (beide 1320) wurden ebenso wie die frühere Stadtmauer abgerissen.

## Heutige Nutzung
Das Walkenbrückentor beherbergt die Städtische Turmgalerie und seit 1988 auch das Stadtmuseum. Das Museum wurde vor seiner Wiedereröffnung unter dem Namen Das Tor am 29. Januar 2012 gründlich renoviert und umgestaltet. Der fertiggestellte erste Abschnitt behandelt in zwei Räumen die Themen „Jüdisches Leben“ und „Nationalsozialismus in Coesfeld“. Daneben gibt es ein „Forscherlabor“ zur Stadtgeschichte. Über interaktive Anwendungen soll in besonderer Weise die Ansprache junger Museumsbesucher gewährleistet werden. Das Konzept wurde von einer Projektgruppe unter der Leitung von Georg Veit erarbeitet.

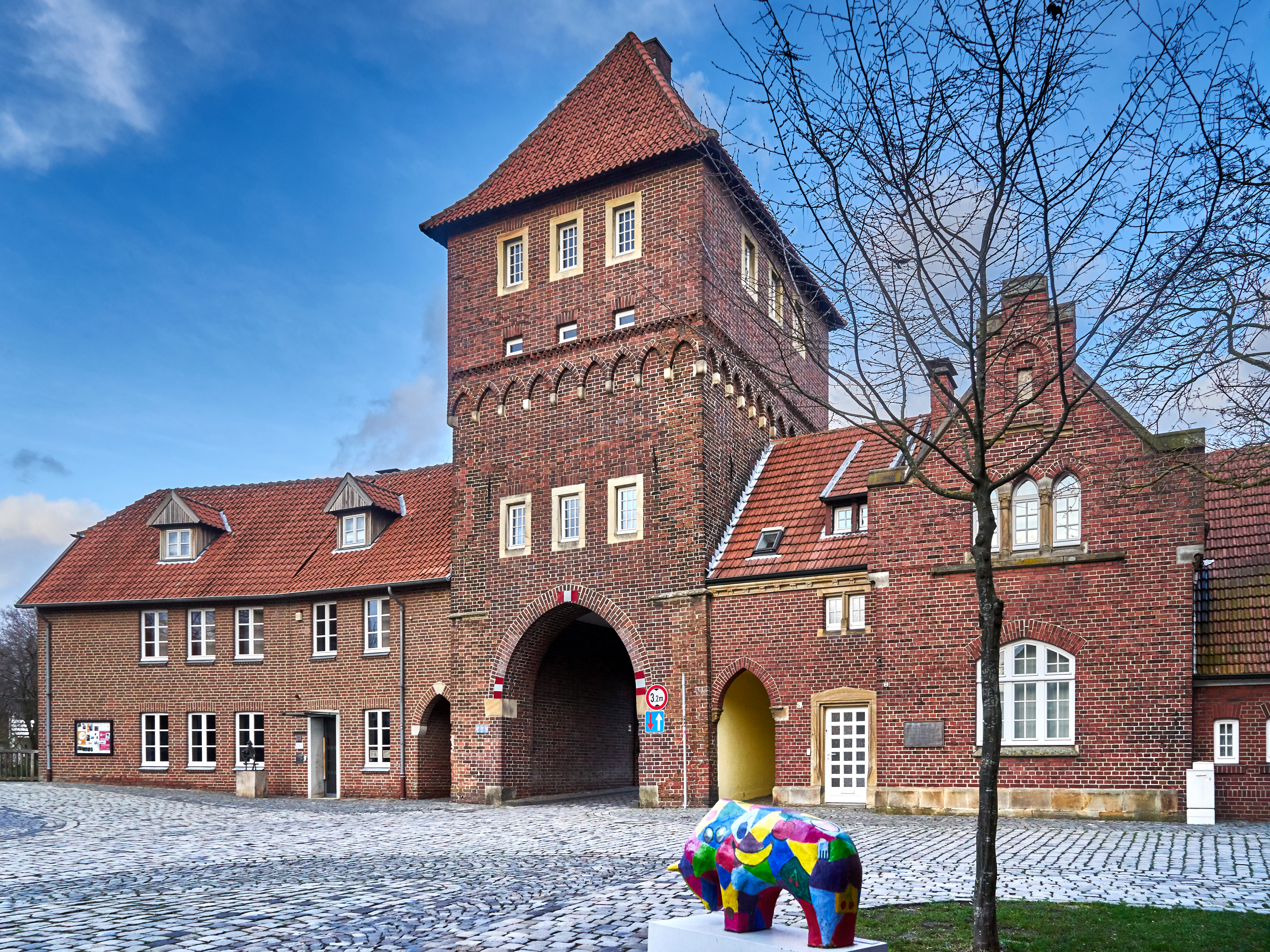
Walkenbrückentor (Stadtseite)